# Herbivorisme
L'herbivorisme (o fitofàgia) és una mena d'alimentació en la que un organisme, herbívor, consumeix només autòtrofs com són les plantes, algues i bacteris fotosintetitzadores. Per definició, molts fongs, alguns bacteris, molts animals, alguns protistes i un petit nombre de plantes es poden considerar herbívors. Moltes persones restringeixen el terme herbívor als animals que els consumeixen activament. Els fongs, bacteris i protistes que s'alimenten de plantes vives se solen anomenar patogens de les plantes. Els microbis que s'alimenten de plantes mortes són sapròfits. Les plantes que obtenen nutrients d'altres plantes vives són sovint anomenades plantes paràsites.

## Cadena alimentària

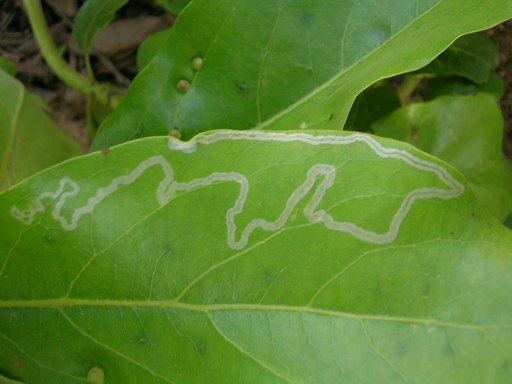
Herbívor minador de fulles

Els herbívors són un enllaç important dins la cadena alimentària com a consumidors de plantes i receptors dels carbohidrats produïts per la planta en la fotosíntesi. Els carnívors al seu torn consumeixen herbívors per la mateixa raó i els omnívors poden obtenir els seus nutrients tant de les plantes com dels herbívors. Degut a l'habilitat dels herbívors de sobreviure només amb les parts dures i fibroses de les plantes, són els consumidors primaris de la cadena alimentària. Els herbívors, carnívors i omnívors es poden veure com casos especials de sistemes de consumidors de recursos.

## Teoria depredador-presa
Segons les interaccions de la teoria depredador-presa, les relacions entre herbívors i plantes és cíclica. Quan les preses (plantes) són nombroses els depredadors (herbívors) incrementen el seu nombre, reduint la població de les preses, les quals al seu torn fan declinar el nombre de depredadors. La població de preses eventualment es recupera començant un nou cicle. Això suggereix que la població d'herbívors fluctua al voltant de la capacitat del recurs alimentari, en aquest cas la planta.
Diversos factors juguen en la fluctuació de les poblacions i ajuden a estabilitzar la dinàmica depredador-presa. Les defenses de la presa també ajuden a estabilitzar la dinàmica depredador-presa.

## Estratègies d'alimentació
Els herbívors estan limitats en la seva capacitat d'alimentar-se tant pel temps com pels recursos. Els animals que estan limitats pel temps significa que tenen una limitada quantitat de temps per consumir l'aliment que necessiten, usen una estratègia d'alimentació basada en la pastura de les herbes i les plantes llenyoses, mentre que els animals que tenen recursos limitats, significant que tenen limitat el tipus de menjar que mengen, fan servir una estratègia selectiva d'alimentació. Els herbívors que pasturen i mengen parts llenyoses acostumen a ser de mides grosses i necessiten menjar gran quantitat de plantes.
Tipus d'estratègies d'alimentació:
| Estratègia d'alimentació | Dieta                   | Exemple                |
| ------------------------ | ----------------------- | ---------------------- |
| Frugívors                | Fruits                  | lemur ruffed           |
| Folívors                 | Fulles                  | Koala                  |
| Nectarívors              | Nèctar                  | Possum de la mel       |
| Granívors                | Llavors                 | Honeycreeper de Hawaii |
| Palinívors               | Pol·len                 | Abelles                |
| Mucívors                 | Fluids de plantes, saba | Àfids                  |
| Xilòfags                 | Fusta                   | Tèrmits                |